# Daund
Daund es una ciudad y  municipio situada en el distrito de Pune en el estado de Maharashtra (India). Su población es de 49450 habitantes (2011). Se encuentra a orillas del río Bhima, a 85 km de Pune.

## Demografía
Según el censo de 2011 la población de Daund era de 49450 habitantes, de los cuales 254117 eran hombres y 24333 eran mujeres. Daund tiene una tasa media de alfabetización del 87,46%, superior a la media estatal del 82,34%: la alfabetización masculina es del 91,46%, y la alfabetización femenina del 83,37%.